# Hubertus von Pilgrim

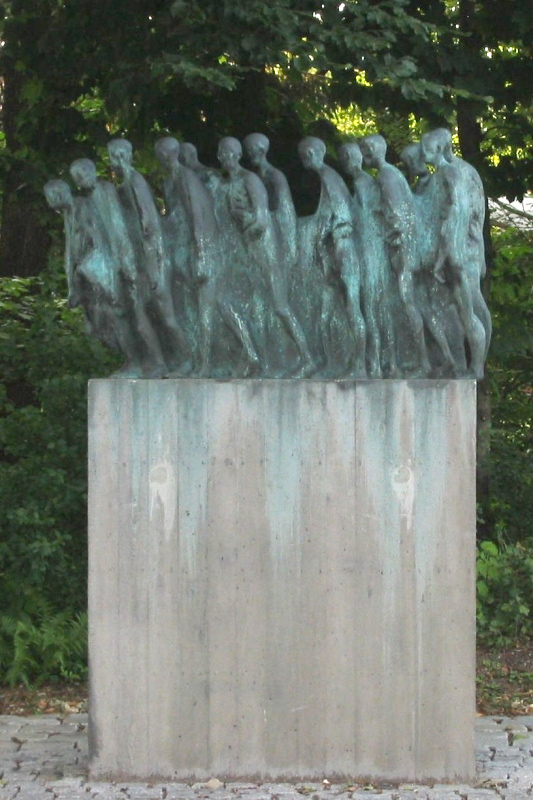
Gedenkteken Todesmarsch in Krailling

Hubertus von Pilgrim (Berlijn, 24 augustus 1931) is een Duitse beeldhouwer, medailleur en etser.

## Leven en werk
Von Pilgrim studeerde kunst- en literatuurgeschiedenis en filosofie aan de Ruprecht-Karls-universiteit van Heidelberg. Ook nam hij les bij Erich Heckel, die van 1949 tot 1955 doceerde aan de Akademie der Bildende Künste in Karlsruhe. Aansluitend studeerde hij beeldhouwkunst aan de Hochschüle der Künste Berlin in Berlijn, waar hij een Meisterschüler was van Bernhard Heiliger en grafische kunst studeerde bij de Brit Stanley William Hayter in Atelier 17 in Parijs. Von Pilgrim was van 1963 tot 1977 hoogleraar aan de Hochschule für bildende Künste in Braunschweig en van 1977 tot 1995 aan de Münchener Akademie der Bildende Künste. Sinds zijn emeritaat in 1995 is hij werkzaam als beeldhouwer.
De kunstenaar woont en werkt in Pullach im Isartal. Hij werd in 1995 onderscheiden met de Orde Pour le Mérite für Wissenschaften und Künste. In 1997 kreeg hij het Großes Verdienstkreuz mit Stern en in 2005 het Bayerische Verdienstkreuz.

## Todesmarsch Dachau
Het bekendste beeldhouwwerk van Von Prilgrim is de sculptuur Dachauer Todesmarsch, waarvan 22 bronzen afgietsels zijn gemaakt. De gedenktekens werden geplaatst in alle plaatsen waar de dodenmarsen van het concentratiekamp Dachau in 1945 passeerden. Een 23e exemplaar heeft in 1992 een plaats gevonden in Yad Vashem in Jeruzalem.
De tekst bij de gedenktekens luidt: "HIER FÜHRTE IN DEN LETZTEN KRIEGSTAGEN IM APRIL 1945 DER LEIDENSWEG DER HÄFTLINGE AUS DEM KONZENTRATIONSLAGER DACHAU VORBEI INS UNGEWISSE".
De gedenktekens zijn geplaatst tussen 1989 en 2009 in:
1. Kaufering, Bahnhofplatz (2009) - Hain der 30.000
2. Utting am Ammersee[5], Holzhauer Straße (2005)
3. Fürstenfeldbruck, Augsburger Straße/Dachauer Straße (1994)[6]
4. Dachau, Theodor-Heuss-Straße (2001)
5. Karlsfeld, Allacher straße/Münchhausenstraße (2001)
6. München-Allach, Eversbuschstraße/Höcherstraße (1989)
7. München-Obermenzing, Passionistenstraße (2001)
8. München-Pasing, Kaflerstraße (1989)
9. Gräfelfing, Friedhof Pasinger Straße (1989)
10. Planegg, Pasinger Straße/Germeringer Straße
11. Krailling, Gautinger Straße (1989)
12. Gauting, Friedhof Planeggerstraße (1989)
13. Starnberg, Strandbadstraße/Münchner Straße (2001)
14. Berg-Aufkirchen, Staatsstraße Starnberg nach Wolfratshausen (1989)
15. Dorfen, Staatstraße Wolfratshausen nach Starnberg (1995)
16. Wolfratshausen, äußere Münchnerstraße (1989)
17. Eurasburg, Staatsstraße Eurasburg nach Wolfratshausen (1998)
18. Königsdorf, Staatsstraße Königsdorf nach Beuerberg (1998)
19. Bad Tölz, Salzstraße (1995)
20. Reichersbeuern-Waakirchen, Staatsstraße Tölz nach Tegernsee (1995)
21. Grünwald, Staatsstraße nach Straßlach (1992)
22. Geretsried, Staatsstraße Wolfratshausen nach Bad Tölz (1992)

## Enkele werken

### Beeldhouwwerken
- Studentenstein-Brunnen uit 1927 veranderd in Mahnmal des Friedens (1957) in Würzburg
- Wurzelsepp-Brunnen in Pullach im Isartal
- Reliëfs van de Versöhnungskirche Dachau (1967)
- Adenauer-Denkmal (1982), Bundeskanzleramt in Bonn
- Plastik (1985/88), Bundesfinanzverwaltung in Münster
- Dachauer Todesmarsch (1989, Gauting)[7], herdenkingsteken in diverse steden en in Israël
- Denkmal für Wolfgang Amadeus Mozart, Lesmüller-Haus Perusastrasse in München

### Penningen
- Medaille des Künstlerkreises der Medailleure München (2001)[8] met een portret van Thomas Mann
- Daedalus-penning (2005) van de Studienstiftung des Deutschen Volkes
- Verdienstmedaille des Bonner Universitätsclub (2007)
- Deutsche Medailleurpreis "Johann Veit Döll" (2008) met afbeelding Löwe und Maus naar de fabel van Jean de La Fontaine

## Fotogalerij

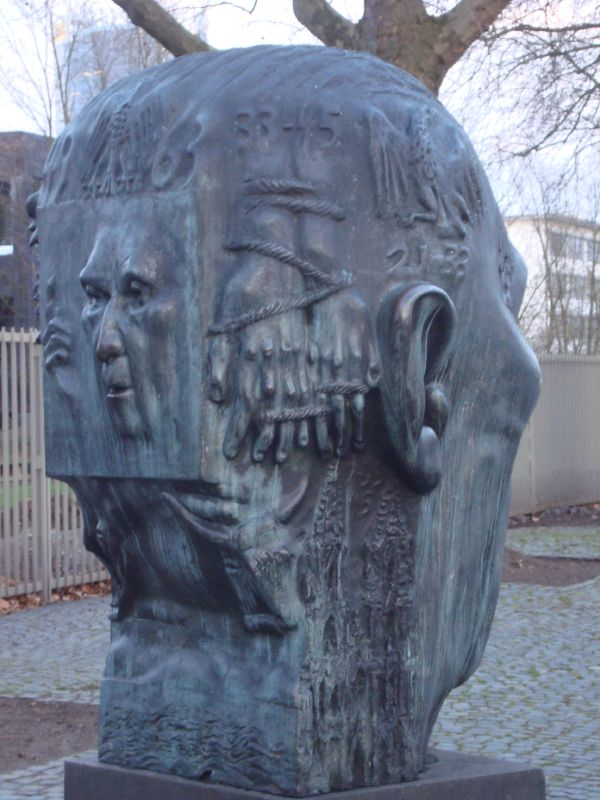
Adenauer-Denkmal in Bonn
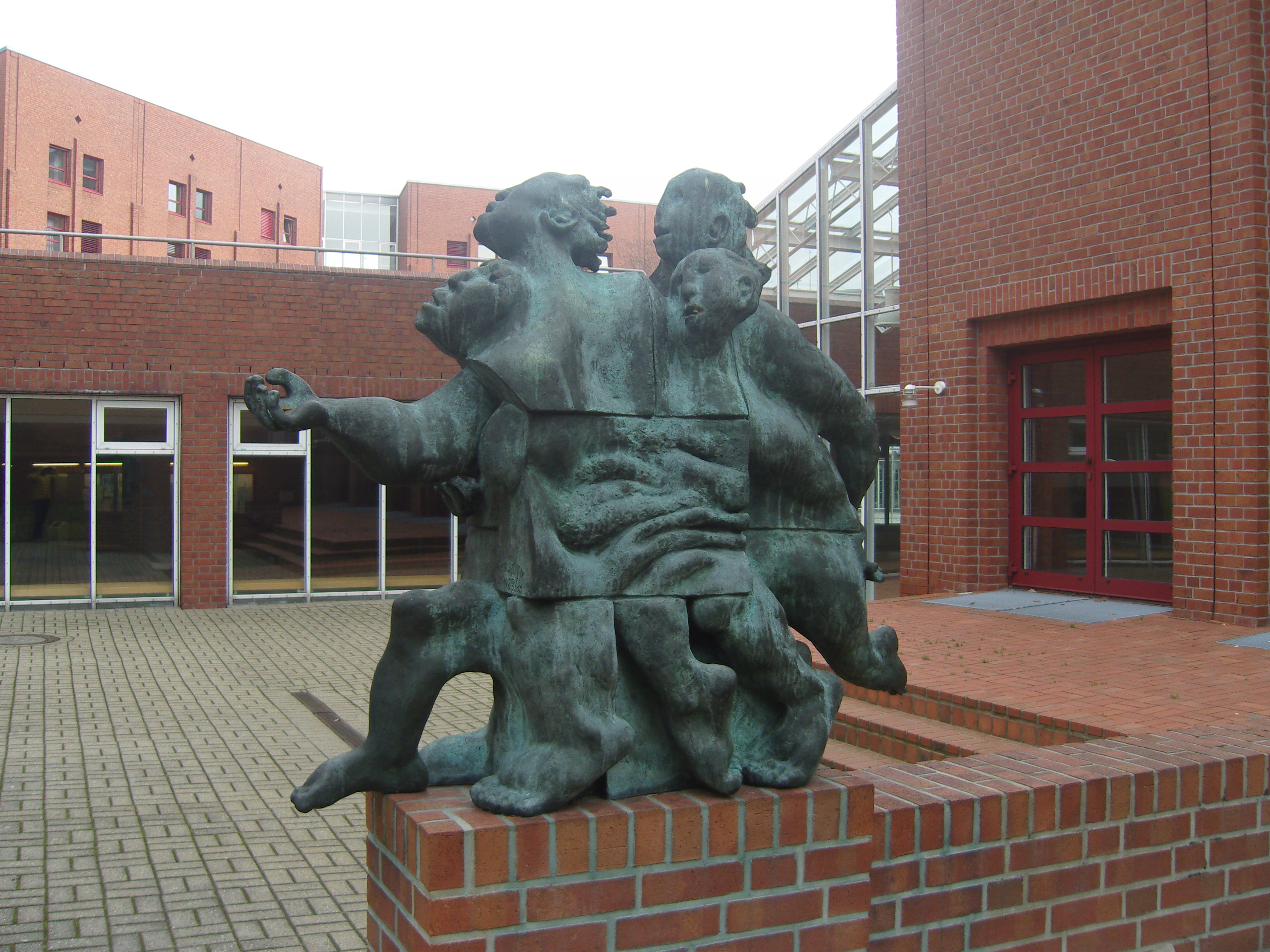
Plastik in Münster
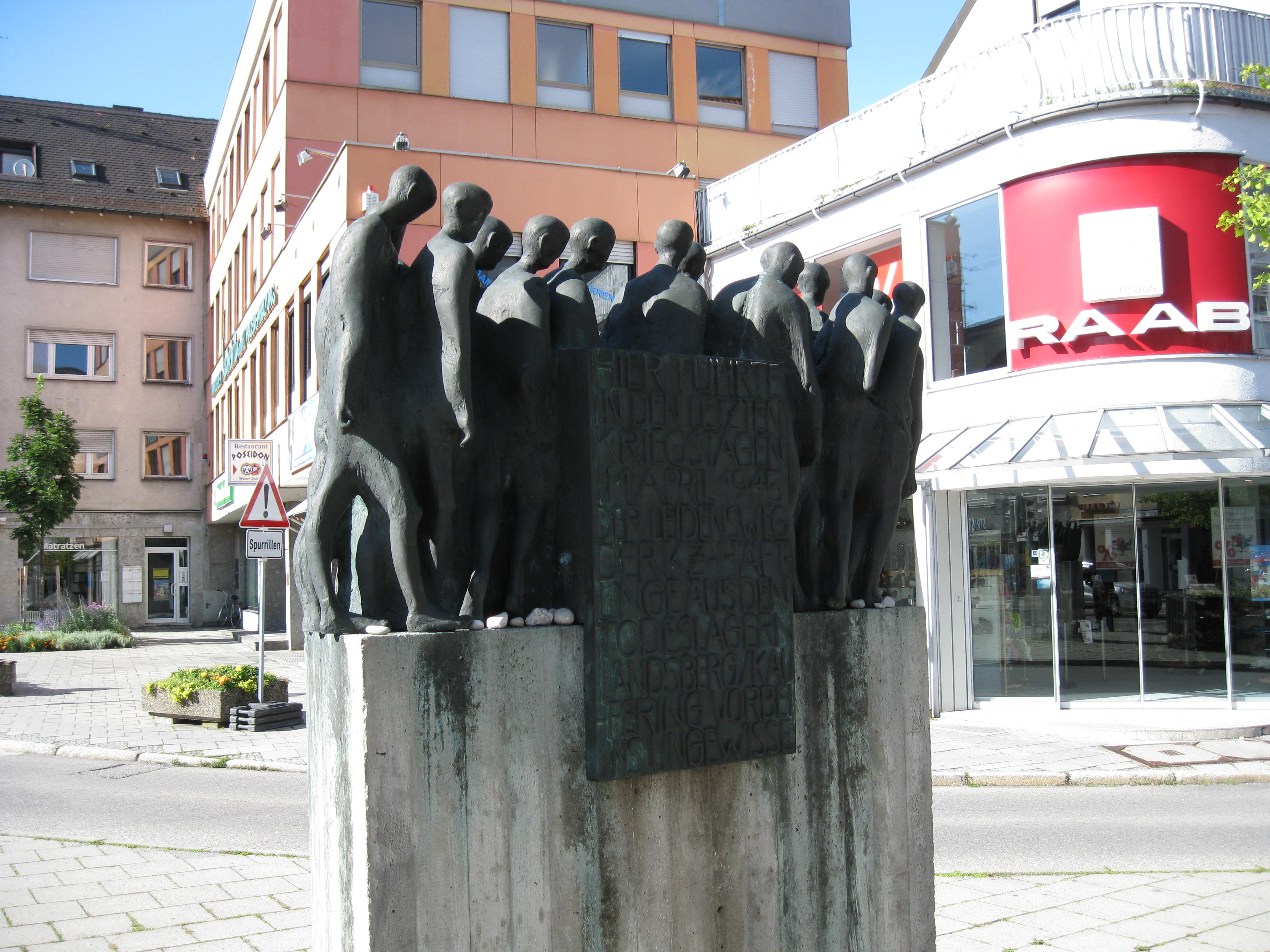
Todesmarsch in Fürstenfeldbruck
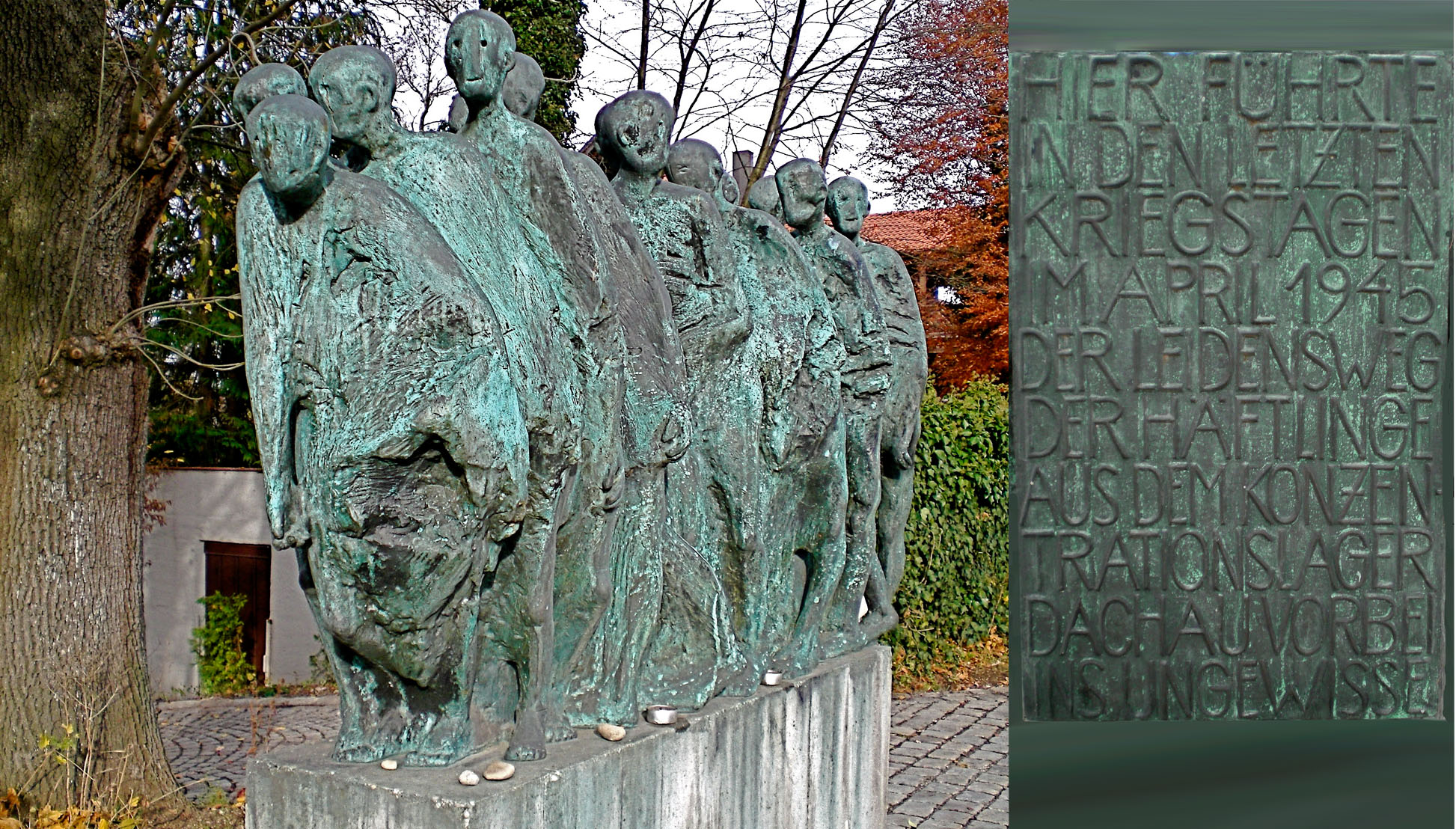
Todesmarsch in Krailling
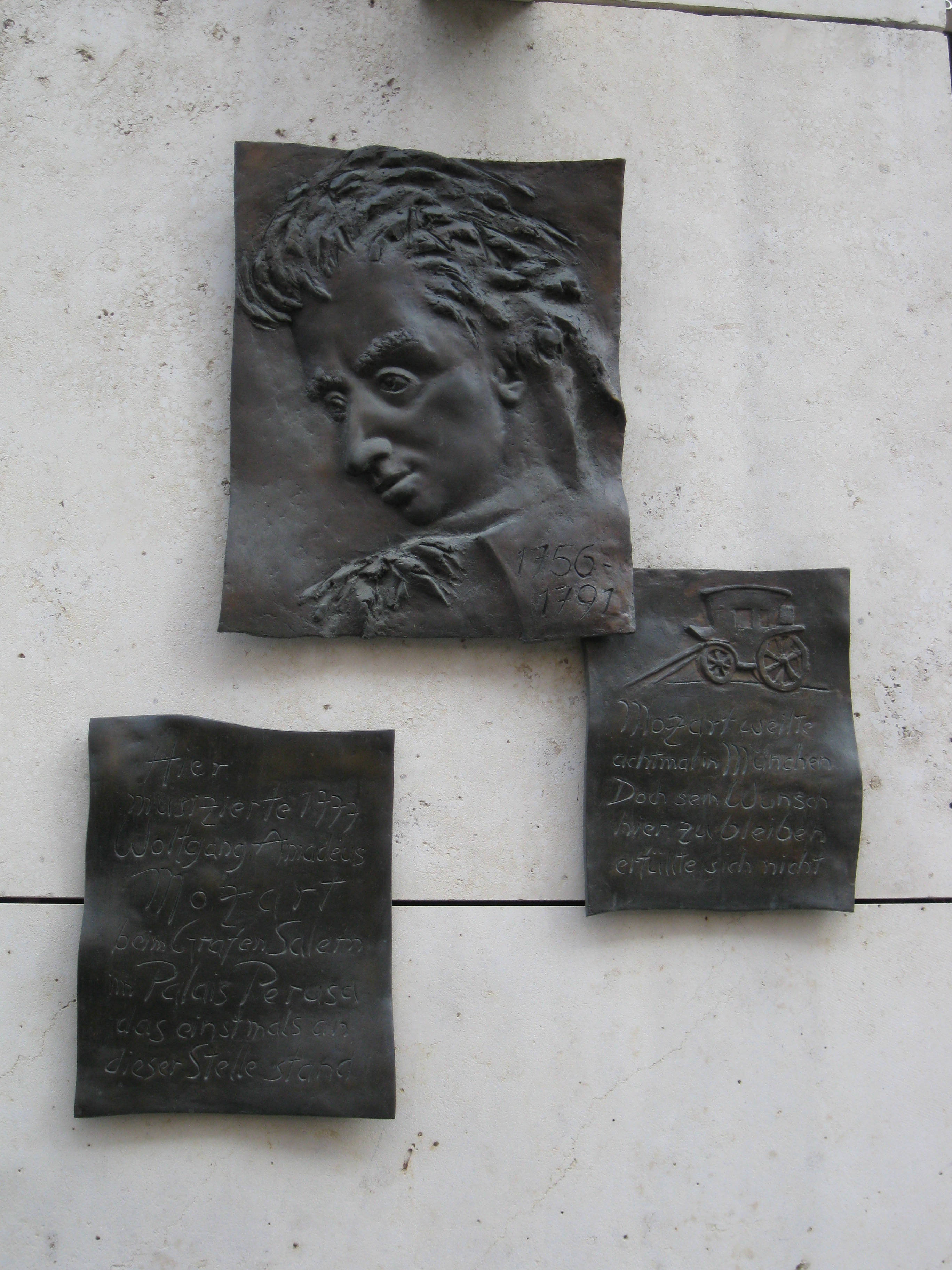
Denkmal für Wolfgang Amadeus Mozart, München